# Anouschka Renzi
Anouschka Renzi (Berlijn, 6 augustus 1964) is een Duitse actrice.

## Biografie
Anouschka Renzi is de dochter van Eva Renzi en een Boliviaan. Na het huwelijk van haar moeder met de acteur Paul Hubschmid, werd ze door hem geadopteerd.
Renzi groeide op in het zuiden van Frankrijk en werd als gevolg van de acteercarrière van haar moeder geconfronteerd met frequente wisselingen van woonplaats. In 1981, op 17-jarige leeftijd, stond Renzi voor het eerst op een theaterpodium in Berlijn. In hetzelfde jaar verhuisde ze naar New York om daar acteerlessen te volgen aan het Lee Strasberg Institute. Daarna was ze te zien in tal van televisieproducties, films en theaterproducties. In 1988 publiceerde Teldec het synthpop-nummer Robot Love, gezongen door haar.
In september 2003 werd Renzi voor de tweede keer gefotografeerd voor het mannenblad Playboy. Al in 1985 werden naaktfoto's gemaakt voor het novembernummer van het tijdschrift. Beide keren stond Renzi op de voorpagina.
In 1995 trouwde ze met acteur Jochen Horst en hun dochter werd geboren in het voorjaar van 1998. Het echtpaar ging in 1998 uit elkaar en werd in 2000 gescheiden. Het daaropvolgende huwelijk met een advocaat leidde meer dan tien jaar later tot een scheiding. Renzi woont met haar dochter in Berlijn.